# Asilisaurus
 Asilisaurus  ist eine fossile Gattung der Archosaurier aus der Familie der Silesauridae, die vor rund 240 Millionen Jahren – in der frühen Mitteltrias – im Süden des heutigen Tansanias lebte. Die einzige bisher beschriebene Art und Typusart ist Asilisaurus kongwe, deren Erstbeschreibung im Jahr 2010 publiziert wurde. In dieser Erstbeschreibung wurde zugleich das neue Taxon Silesauridae (Silesaurier) eingeführt, dessen Benennung zurückgeht auf den 2003 bei Opole in Polen entdeckten Silesaurus opolensis.
Asilisaurus war an den Hüften rund 50 bis 100 Zentimeter hoch, ein bis drei Meter lang und wog 10 bis 30 Kilogramm. Er hatte dreieckige Zähne und einen Unterkiefer mit einer schnabelähnlichen Spitze, was darauf hindeutet, dass er sich von Pflanzen oder von einer Kombination aus Pflanzen und Fleisch ernährte.
Die Bezeichnung Asilisaurus kongwe ist abgeleitet von asili (Swahili für Stammvater), sauros (griech.: σαῦρος, Echse) und kongwe (Swahili für uralt). Asilisaurus kongwe ist das älteste Fossil eines dinosaurierähnlichen Tieres aus der Trias, das bisher in Afrika gefunden wurde. Es wurde in der Erstbeschreibung in die Nähe der Vogel-Vorfahren gestellt („within avian-line archosaurs“). Daraus wurde abgeleitet, dass die Auffächerung der Ornithodira bereits vor rund 245 Millionen Jahren begonnen hatte.
Die Silesaurier waren Landwirbeltiere und gelten als eine Schwestergruppe der Dinosaurier. Obwohl die ältesten bisher entdeckten Dinosaurier-Fossilien nur 235 Millionen Jahre alt sind, kann aus den Asilisaurus-Funden abgeleitet werden, dass auch die eigenständige Entwicklung der Dinosaurier bereits 10 Millionen Jahre früher eingesetzt hatte.
Holotyp von Gattung und Art ist ein bezahntes Bruchstück aus dem vorderen, linken Abschnitt eines Unterkiefers, der unter der Archivnummer NMT RB9 im Nationalmuseum von Tansania in Daressalam aufbewahrt wird. Das Fragment wurde zusammen mit weiteren Knochenfunden entdeckt, die mindestens 14 Individuen der gleichen Art zugeordnet werden konnten. Seine Erstbeschreibung wurde ergänzt durch 12 Paratypen aus unterschiedlichen Körperregionen mehrerer Individuen.

## Belege
1. ↑   Sterling J. Nesbitt, Christian A. Sidor, Randall B. Irmis, Kenneth D. Angielczyk, Roger M. H. Smith, Linda A. Tsuji: Ecologically distinct dinosaurian sister group shows early diversification of Ornithodira. In: Nature. Band 464, Nr. 7285, 2010, S. 95–98, doi:10.1038/nature08718.
2. ↑  Dinosaurier und ihre engsten Verwandten entstanden früher als gedacht. Auf: idw-online.de vom 5. März 2010.
3. ↑  NMT = National Museum of Tanzania; RB = Ruhuhu Basin, die Fundstelle.